# Budawangia gnidioides
Budawangia gnidioides là một loài thực vật có hoa trong họ Thạch nam. Loài này được (Summerh.) I.Telford mô tả khoa học đầu tiên năm 1992.